# Монро-Сентер (Іллінойс)
Монро-Сентер (англ. Monroe Center) — селище (англ. village) в США, в окрузі Оґл штату Іллінойс. Населення — 411 особа (2020).

## Географія
Монро-Сентер розташоване за координатами 42°6′0″ пн. ш. 88°59′41″ зх. д. / 42.10000° пн. ш. 88.99472° зх. д. (42.100118, -88.994658).  За даними Бюро перепису населення США в 2010 році селище мало площу 3,13 км², уся площа — суходіл.

## Демографія
Згідно з переписом 2010 року, у селищі мешкала 471 особа в 175 домогосподарствах у складі 137 родин. Густота населення становила 151 особа/км².  Було 185 помешкань (59/км²).
Расовий склад населення:
| - 98,1 % — білих - 0,2 % — корінних американців - 0,2 % — чорних або афроамериканців - 1,1 % — осіб інших рас |

До двох чи більше рас належало 0,4 %. Частка іспаномовних становила 1,5 % від усіх жителів.
За віковим діапазоном населення розподілялося таким чином: 25,9 % — особи молодші 18 років, 63,1 % — особи у віці 18—64 років, 11,0 % — особи у віці 65 років та старші. Медіана віку мешканця становила 36,6 року. На 100 осіб жіночої статі у селищі припадало 110,3 чоловіків;  на 100 жінок у віці від 18 років та старших — 99,4 чоловіків також старших 18 років.
Середній дохід на одне домашнє господарство  становив 77 801 долар США (медіана — 73 333), а середній дохід на одну сім'ю — 85 448 доларів (медіана — 80 750). Медіана доходів становила 52 679 доларів для чоловіків та 36 500 доларів для жінок. За межею бідності перебувало 0,8 % осіб, у тому числі 0,0 % дітей у віці до 18 років та 0,0 % осіб у віці 65 років та старших.
Цивільне працевлаштоване населення становило 270 осіб. Основні галузі зайнятості: виробництво — 22,2 %, освіта, охорона здоров'я та соціальна допомога — 18,5 %, роздрібна торгівля — 16,3 %.